# Герб Криничанського району
Герб Криничанського райо́ну затверджений 24 липня 2004 р. рішенням № 10-9/XXIV сесії Криничанської районної ради.

## Опис
На лазуровому полі золота криниця, на золотій главі — лазуровий напис «1923».

## Значення
Герб належить до промовистих. Зображення криниці номінально відповідає назві району.
Автори — А. Б. Гречило, І.Вишинський.
Комп'ютерна графіка — К. М. Богатов.